# Rudolf Wilhelm Verheyen
Rudolf Wilhelm Verheyen (* 1. August 1878 in Essen-Borbeck; † 1915 gefallen bei Verdun) war ein deutscher Architekt. Er lebte und arbeitete in Düsseldorf, wo er neben anderen Architekten wie z. B. Hermann vom Endt an der „eigentlichen Boomzeit der Stadt Düsseldorf zwischen 1900 und 1914“ beteiligt war. Verheyen war Mitglied im Bund Deutscher Architekten.

## Bauten und Entwürfe

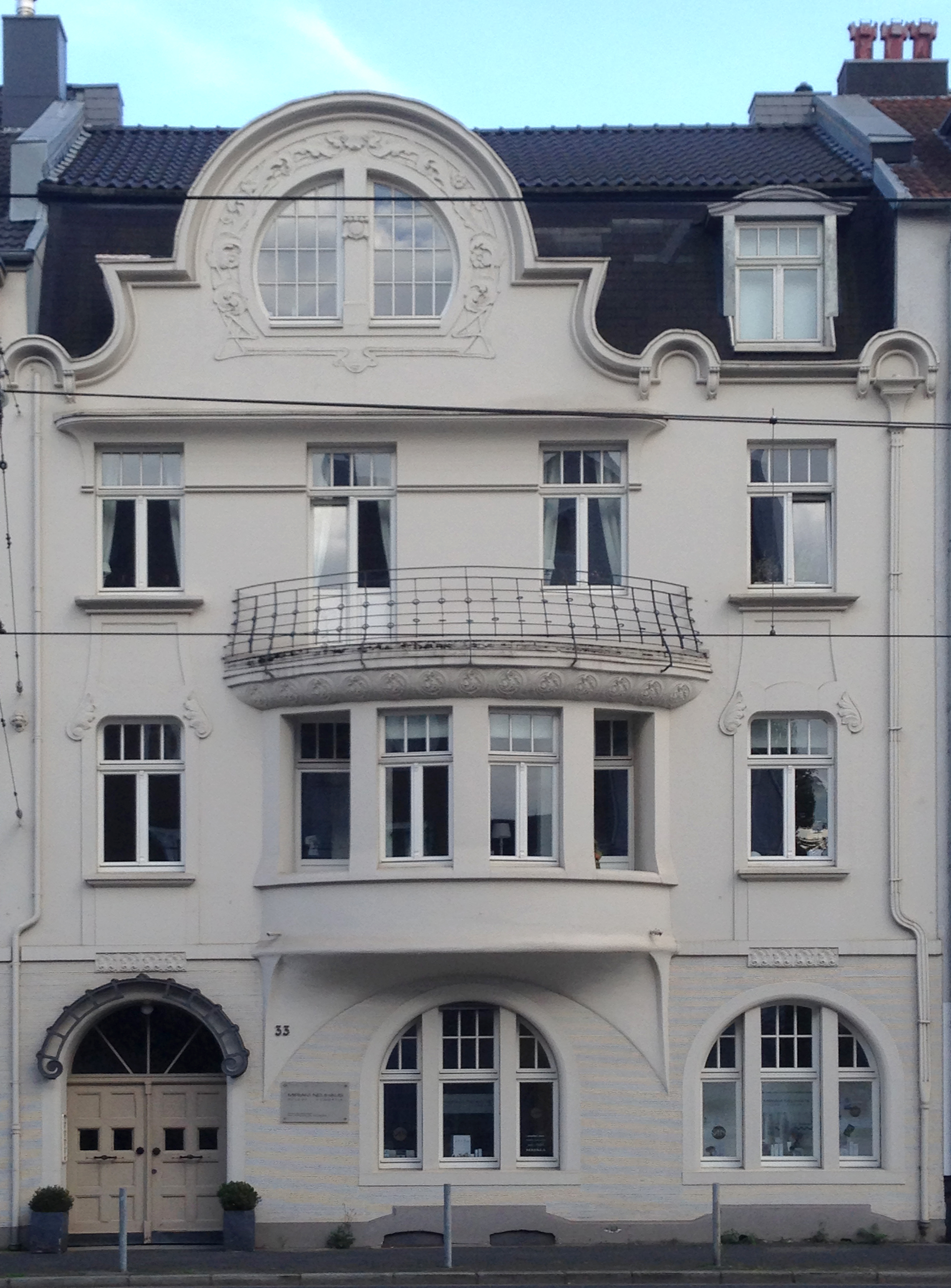
Jugendstilhaus Belsenstraße 33

Verheyen baute 1902 in Oberkassel die heute unter Denkmalschutz stehenden Wohnhäuser Belsenstraße 33 und – gemeinsam mit Adam Becker – Cheruskerstraße 61. Er arbeitete spätestens ab 1904 in Sozietät mit Julius Stobbe (Büro Verheyen und Stobbe). Zu den bekanntesten Werken dieser Sozietät zählt die Auferstehungskirche in Düsseldorf-Oberkassel.
- 1904–1905: Wohnhaus Achenbachstraße 28 in Düsseldorf-Düsseltal (seit 1984 unter Denkmalschutz)[4]
- 1904–1905: Wohnhaus Morsestraße 12 in Düsseldorf-Friedrichstadt (seit 1986 unter Denkmalschutz)[5]
- 1905–1906: Wohnhaus Johannes Knubel Wildenbruchstraße 28 in Düsseldorf-Oberkassel (seit 1988 unter Denkmalschutz)[6]
- 1906–1908: Reformrealgymnasium in Essen-Altenessen, Stankeitstraße[7]
- 1909: Wettbewerbsentwurf (Motto „Rotes Kreuz“) für eine katholische Kirche in Uerdingen (prämiert mit dem 3. Preis und nicht ausgeführt)[8]
- 1913–1914: evangelische Auferstehungskirche in Düsseldorf-Oberkassel (seit 1983 unter Denkmalschutz)[9]
- 1914: Wettbewerbsentwurf (Kennwort „Imperator II“) für ein Kaiser-Wilhelm-Denkmal in Neuss (gemeinsam mit dem Düsseldorfer Bildhauer Rudolf Zieseniß (1883–1959), prämiert mit dem 4. Preis und nicht ausgeführt)[10]